# Graško-ljubljanski protokol
Graško-ljubljanski protokol je protokol, ki sta ga 22. januarja 1919 sklenili ljubljanska in avstrijska oblast. Določal je, da se nekdanja dežela Koroška razdeli po črti, ki jo bosta določila ameriška oficirja, člana misije, ki je na Dunaju pripravljala gradivo za mirovno konferenco. Po pregledu spornega območja sta oficirja ocenila, da je Koroška kotlina zemljepisna in gospodarska celota in da naj zato meja poteka po Karavankah.